# Micronissa tristis
Micronissa tristis är en fjärilsart som beskrevs av Swinhoe 1902. Micronissa tristis ingår i släktet Micronissa och familjen mätare. Inga underarter finns listade i Catalogue of Life.